# Twisted Metal (serie televisiva)
Twisted Metal è una serie televisiva statunitense ideata da Rhett Reese, Paul Wernick e Michael Jonathan Smith, basata sull'omonima serie videoludica prodotta da Sony Interactive Studios America e vede come protagonisti Anthony Mackie, Stephanie Beatriz, Joe Seanoa, Will Arnett e Thomas Haden Church. La serie ha debuttato il 27 luglio 2023 su Peacock.

## Trama
In un'America post-apocalittica le poche città rimaste integre hanno innalzato mura per difendersi dagli attacchi di predoni e assassini, da questo inferno nasce la figura del lattaio: un corriere che rischia la vita per portare pacchi e beni di prima necessità fra un insediamento e l'altro. John Doe è un lattaio incaricato di recuperare un pacco da nuova Chicago e riportarlo indietro integro; la sua ricompensa sarà la cittadinanza a nuova San Francisco: unico luogo protetto da grandi mura e dove la vita pare essere rimasta a prima della caduta delle bombe.
Durante la sua missione, John Doe incontra diverse figure importanti dell'universo videoludico originale per poi finire dallo stesso Calypso che lo informa dell'inizio di un nuovo torneo dove il vincitore avrà come premio il veder realizzato il suo più grande desiderio: il Twisted Metal.

## Episodi
| Stagione         | Episodi | Pubblicazione USA | Pubblicazione Italia |
| ---------------- | ------- | ----------------- | -------------------- |
| Prima stagione   | 10      | 2023              | 2025                 |
| Seconda stagione | 12      | 2025              | inedita              |

## Personaggi e interpreti

### Principali
- John Doe (stagione 1-in corso), interpretato da Anthony Mackie, doppiato da Nanni Baldini.
Loquace lattaio che trasporta beni di necessità tra le città, viene incaricato da Raven di ritirare un pacco a nuova Chicago, in cambio della cittadinanza a nuova San Francisco. Possiede un'auto di nome Evelyn.
- Quieta (stagione 1-in corso), interpretata da Stephanie Beatriz, doppiata da Federica De Bortoli.
Originaria della contea di Orange, si imbatte in John tentando di rubargli l'auto. Dopo la morte del fratello, viaggia insieme a John per vendicarsi degli uomini che l'hanno costretto a suicidarsi.
- Sweet Tooth / Marcus "Aghetto" Kane (stagione 1-in corso), interpretato da Joe Seanoa, doppiato in lingua originale da Will Arnett, doppiato in lingua italiana da Emanuele Durante.
Ex attore bambino di sitcom che viene internato nel manicomio di Blackfield dopo aver ucciso il coprotagonista. Da adulto è un serial killer psicotico con indosso una maschera da pagliaccio malefico che viaggia su di un furgoncino dei gelati.
- Agente Stone (stagione 1), interpretato da Thomas Haden Church, doppiato da Massimo Lodolo.
Ex agente di polizia che ha istituito un regime totalitario nell'area occidentale degli Stati Uniti con Topeka come quartiere generale.
- Calypso (stagione 2), interpretato da Anthony Carrigan.
Creatore e presentatore del torneo di demolizione Twisted Metal.

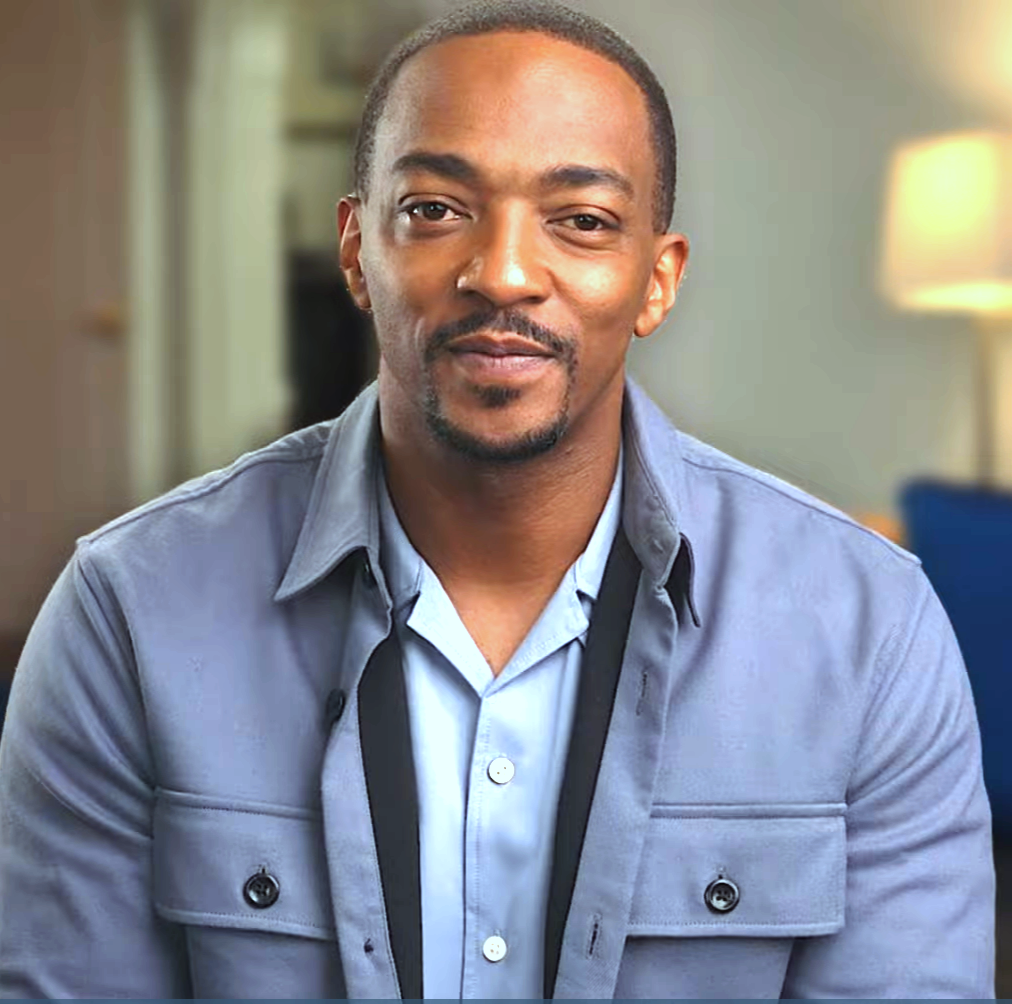
Anthony Mackie
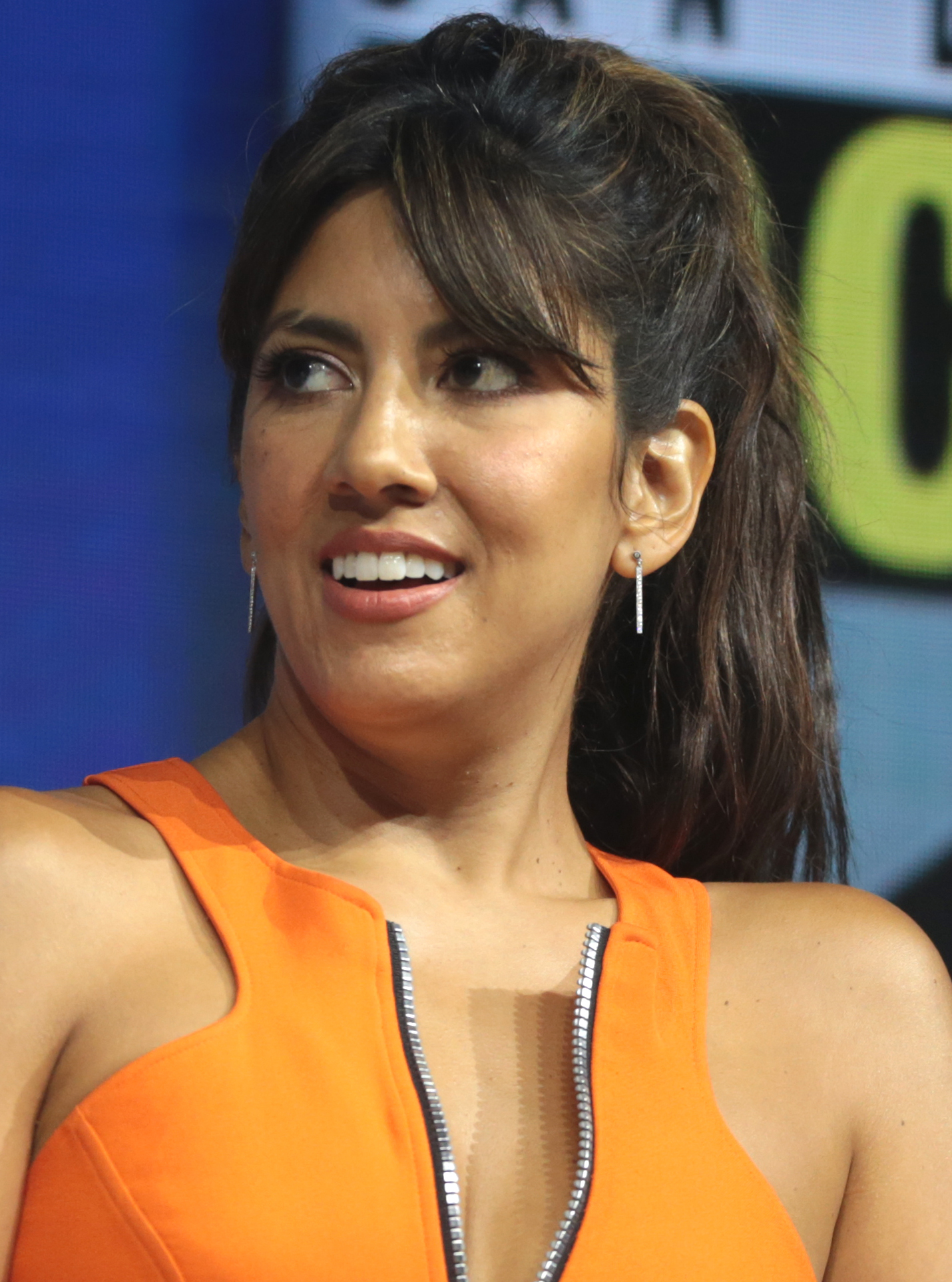
Stephanie Beatriz
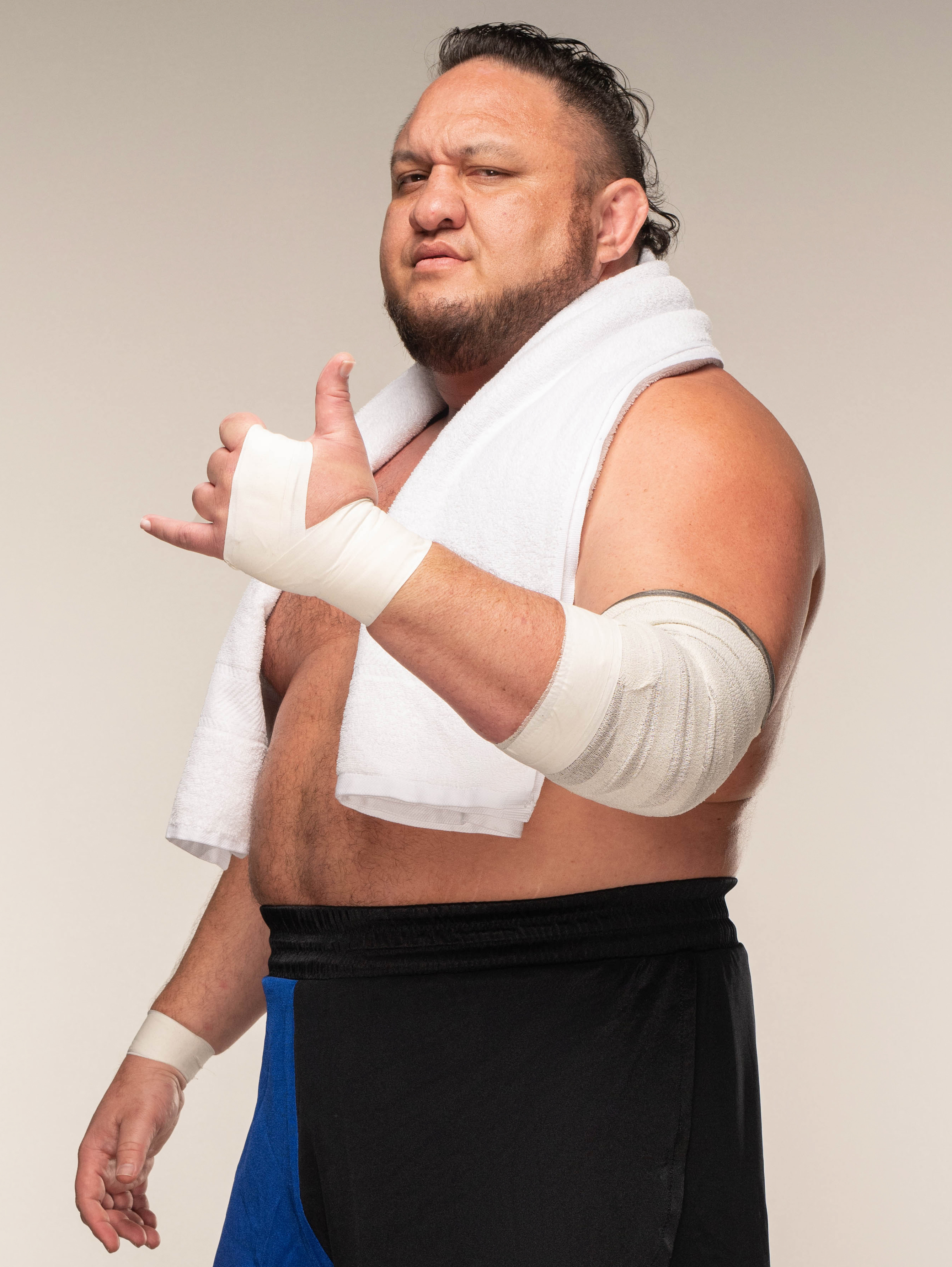
Joe Seanoa
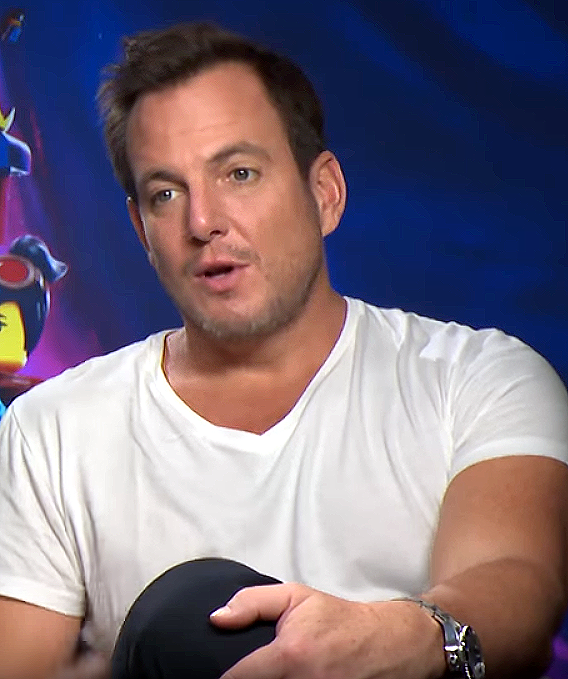
Will Arnett
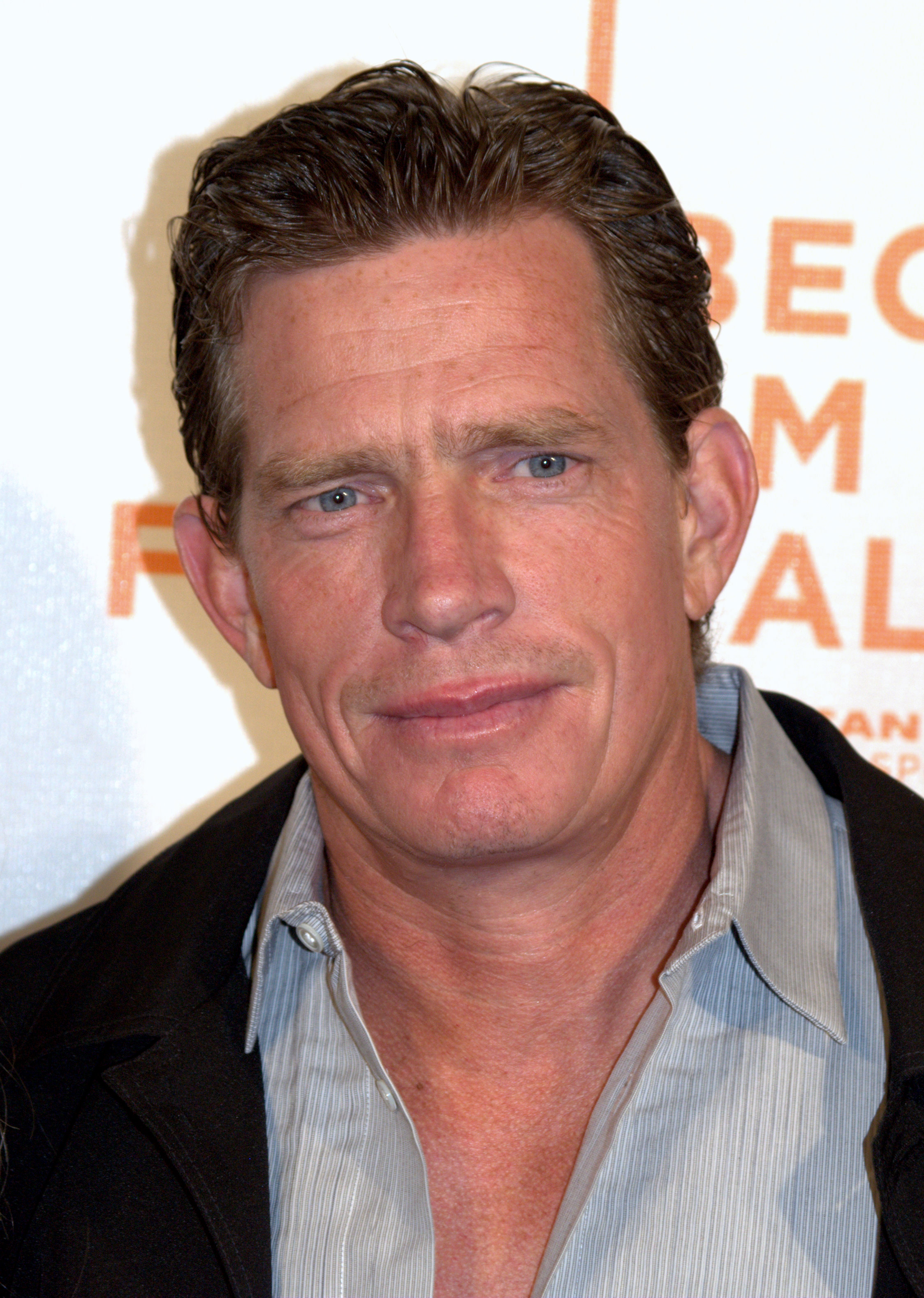
Thomas Haden Church
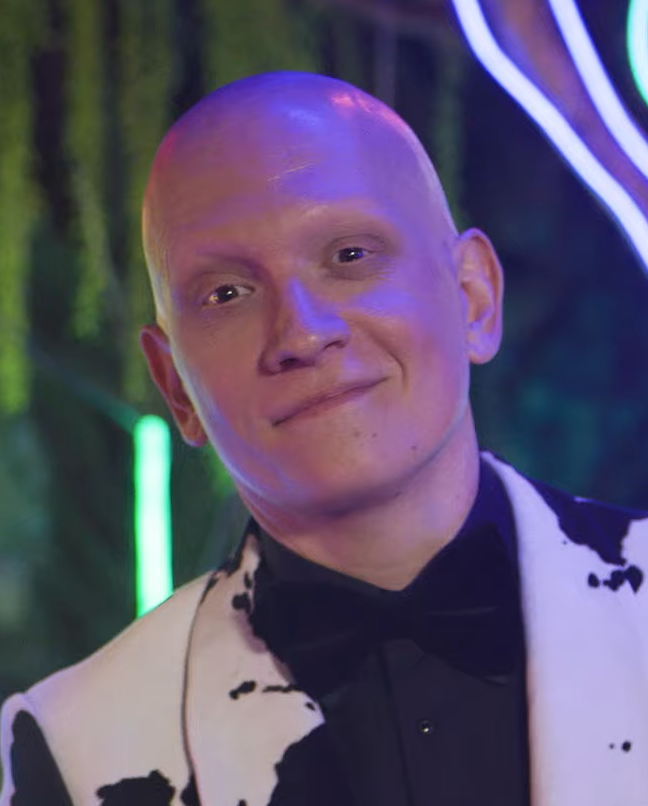
Anthony Carrigan

### Ricorrenti
- Loud (stagione 1), interpretato da Richard Cabral, doppiato da Giuseppe Ippoliti.
Fratello di Quieta, morto a causa di Stone.
- Shepard (stagione 1), interpretato da Jared Bankens, doppiato da Gabriele Trentalance.
Braccio destro di Stone.
- Stu (stagione 1-in corso), interpretato da Mike Mitchell, doppiato da Stefano Macchi.
Ex guardia giurata che viene salvata da Stone dai macellai. In seguito si unisce a Sweet Tooth dopo avergli salvato la vita.
- Mike (stagione 1), interpretato da Tahj Vaughans, doppiato da Francesco Venditti.
Ex guardia giurata che viene salvata da Stone dai macellai insieme a Stu.
- Miranda Watts (stagione 1), interpretata da Jamie Neumann, doppiata da Lorena Pavia.
Capo di un gruppo di sopravvissuti che vive dentro autocarri in movimento.
- Amber Rose (stagione 1), interpretata da Diany Rodriguez, doppiata da Marta Rapperini Tesoro.
Esperta di erbe e veleni ed ex amante di Watts.
- Jamie Roberts (stagione 1), interpretata da Chelle Ramos, doppiata da Francesca Zavaglia.
Sottoposto di Stone e sorella di Carl.
- Carl Roberts (stagione 1), interpretato da Michael Carollo.
Agente al servizio di Stone e fratello di Jamie.
- Dollface (stagione 2), interpretata da Tiana Okoye
- Raven (stagione 2), interpretata da Patty Guggenheim
- Dana (stagione 2), interpretata da Claire McDonnell
- Ashley (stagione 2), interpretata da Nikki Duval
- Jeremy (stagione 2), interpretato da Daniel Beirne
- Mayhem (stagione 2), interpretato da Saylor Bell Curda
- Sig. Grimm (stagione 2), interpretato da Richard de Klerk
- Axel (stagione 2), interpretato da Michael James Shaw
- Vermin (stagione 2), interpretata da Lisa Gilroy

### Guest star
- Raven (stagione 1), interpretata da Neve Campbell, doppiata da Barbara De Bortoli.
Direttore operativo della nuova San Francisco.
- Tommy (stagione 1), interpretato da Lou Beatty Jr., doppiato da Luca Semeraro.
Cartografo che consegna una mappa a John per raggiungere nuova Chicago.
- Nonna Terrore (stagione 1), interpretata da Peg O'Keef, doppiata da Graziella Polesinanti.
Anziana malata che intende porre fine alla sua vita e chiede a John di portarle alcune erbe da Amber, in cambio lei gli consegnerà alcune armi per la sua auto.
- Mary (stagione 1), interpretata da Chloe Fineman.
Ex amante di John.
- Predicatore (stagione 1), interpretato da Jason Mantzoukas, doppiato da Alberto Bognanni.
Capo dei Santi che sfida John per il possesso di Evelyn.

## Produzione

### Sviluppo
Nel maggio 2019, durante una relazione con gli azionisti, Sony Pictures Television ha confermato che una serie televisiva basata sulla serie di videogiochi, Twisted Metal, era in sviluppo in collaborazione con PlayStation Productions. Nel febbraio 2021 la serie è stata annunciata con Will Arnett, Rhett Reese, Michael Jonathan Smith e Paul Wernick come produttori esecutivi e Smith anche nel ruolo di showrunner. L'anno seguente Peacock ha avviato la produzione della serie. Nel marzo 2022 Kitao Sakurai si è unito alla serie come produttore esecutivo e regista di alcuni episodi. Il 7 dicembre 2023 Peacock ha rinnovato la serie per una seconda stagione.

### Casting
Nel settembre 2021 Anthony Mackie è stato scelto per interpretare il protagonista, John Doe, un lattaio chiacchierone affetto da amnesia che ottiene un'opportunità irripetibile, se riesce a sopravvivere all'assalto di un combattimento tra veicoli. Nel maggio 2022 Stephanie Beatriz e Thomas Haden Church sono stati scritturati in ruoli da protagonisti come Quiet e agente Stone. Neve Campbell è stata scelta per un ruolo ricorrente nei panni di Raven.
Nel giugno seguente Will Arnett si è unito al cast, dando voce al personaggio Sweet Tooth della serie di videogiochi. Sweet Tooth è un «enorme killer con una macabra maschera da clown che si aggira per le strade di Lost Vegas nel suo camioncino dei gelati armato». Il lottatore professionista Samoa Joe interpreta fisicamente Sweet Tooth. Nello stesso mese sono stati annunciati anche Richard Cabral, Tahj Vaughans e Mike Mitchell nel cast ricorrente.
Nel giugno 2024 Anthony Carrigan è stato confermato nel cast principale della seconda stagione, mentre Richard de Klerk, Patty Guggenheim e Tiana Okoye hanno ruoli secondari. Nell'agosto seguente Saylor Bell Curda, Michael James Shaw e Lisa Gilroy si sono uniti al cast in ruoli ricorrenti.

### Riprese
La lavorazione della prima stagione è iniziata a maggio 2022 in Louisiana ed è terminata nell'agosto seguente.
La produzione della seconda stagione si è spostata a Toronto. Le riprese sono iniziate il 17 luglio e originariamente avrebbero dovuto terminare il 19 novembre 2024, ma si sono concluse in anticipo, il 30 ottobre. Le riprese hanno avuto luogo nel municipio di Cambridge, che è stato impiegato per quello di New San Francisco. All'inizio di settembre, alcune scene sono state girate di fronte alla Delta Secondary School a Hamilton.

## Distribuzione
Negli Stati Uniti Twisted Metal è stata resa disponibile su Peacock il 27 luglio 2023 con tutti i dieci episodi della prima stagione. Paramount+ ha acquisito i diritti per il Canada e il Regno Unito mentre in Australia è distribuita da Stan. In Italia è disponibile dall'11 febbraio 2025 su Sony Pictures Core.
La seconda stagione è resa disponibile dal 31 luglio 2025 su Peacock.

### Edizione italiana
La direzione del doppiaggio è a cura di Giorgio Bassanelli Bisbal, su dialoghi dello stesso Giorgio Bassanelli Bisbal e Paolo Siervo, per conto di CDR.

## Accoglienza

### Critica
La prima stagione della serie ha ricevuto recensioni miste dalla critica. Rotten Tomatoes riporta il 67% delle recensioni professionali positive, con un voto medio di 6 su 10 basato su 49 critiche. Il consenso critico del sito web indica: «Una divertente esplosione di violento caos animato, Twisted Metal talvolta fatica ad approfondire il suo materiale di partenza, ma in sostanza offre un adattamento con un'inaspettata profondità.» Metacritic ha assegnato un punteggio di 55 su 100 basato su 22 recensioni, indicando "recensioni miste".
La seconda stagione della serie ha ricevuto recensioni positive dalla critica. Rotten Tomatoes riporta il 95% delle recensioni professionali positive basato su 19 critiche. Il consenso critico del sito web indica: «Accelerando per il Twisted Metal, questa seconda stagione prende lo slancio mentre migliora la gara e aumenta la posta in gioco.» Metacritic ha assegnato un punteggio di 74 su 100 basato su 5 recensioni, indicando "recensioni generalmente favorevoli".

### Visualizzazioni
Dopo due settimane dalla sua disponibilità, la serie è diventata la commedia più vista di Peacock. Secondo i dati di Nielsen, è una delle produzioni originali più viste, con 400 milioni di minuti di visione nel fine settimana dopo la sua pubblicazione.

## Riconoscimenti
- 2023 – The Game Awards[34]
  - Candidatura al miglior adattamento
- 2024 – Imagen Awards[35]
  - Candidatura alla miglior attrice in una serie commedia a Stephanie Beatriz
- 2024 – Primetime Creative Arts Emmy Award[36]
  - Candidatura alla migliore coordinazione acrobatica a Clay Cullen